# Branko Kubala
Branislav Kubala o Kubala II (Sahy, Eslovaquia; 10 de enero de 1949-Reus, España; 25 de febrero de 2018) fue un futbolista, hijo del también futbolista Ladislao Kubala.

## Trayectoria
El delantero Kubala II jugó durante siete años profesionalmente, entre 1964 y 1971, en los que estuvo en seis equipos diferentes. Entre ellos, en el R. C. D. Español logró, en su momento, el récord de ser el jugador más joven en debutar en Primera División con el equipo españolista, con 16 años y 83 días.

## Clubes
- 1964-65 R. C. D. Español
- 1965-67 C. E. Sabadell F. C.
- 1967-67 Toronto Falcons
- 1967-68 St. Louis Stars
- 1968-70 Dallas Tornado
- 1970-71 Cartagena FC
- 1971-72 U. E. Sant Andreu
- 1972-73 Atlético Malagueño